# George III van Erbach
George III van Erbach (Erbach 15 juli 1548 – aldaar 26 februari 1605) was graaf van Erbach en heer van Breuberg. Hij was de enige zoon van graaf Everhard XII van Erbach en diens vrouw raugravin Margaretha van Dhaun.

## Leven
Rond 1560 kreeg hij samen met zijn vader en zijn oom Valentijn Wildenstein als leen van de Palts. Na het overlijden van zijn oom George II van Erbach werd hij graaf over alle Erbachse erflanden.

## Huwelijken en kinderen
George III was viermaal gehuwd en had maar liefst 21 kinderen. Voor het eerst huwde hij op 27 juli 1567 met gravin Anna Amalia van Sayn (1551 – 13 juli 1571), dochter van graaf Johan IX van Sayn. Dit huwelijk bleef kinderloos.

Op 27 juli 1572 trouwde hij te Umstadt met Anna van Solms-Laubach (11 april 1557 – 8 december 1586), dochter van graaf Frederik Magnus van Solms-Laubach. Uit dit huwelijk werden twaalf kinderen geboren:
- Agnes Maria (Erbach 24 mei 1573) – Gera 28 juni 1634; ∞ (Greiz 5 mei 1593) heer Hendrik XVIII van Reuss-Obergreiz (Glauchau 28 februari 1563 – Greiz 16 januari 1616)
- Everhard (13 april – 14 augustus 1574)
- Frederik Magnus (1575 – 1618), graaf van Erbach in Fürstenau en Reichenberg
- Margaretha (Erbach 17 mei 1576 – Ulm 26 mei/5 juni 1635); ∞ (Oettingen 17 mei 1598) graaf Lodewijk Everhard van Oettingen-Oettingen (Schillingsfürst 9 juli 1577 – Heidenheim 4 juli 1634)
- Anna Amalia (Erbach 10 juni 1577 - ca 1630); ∞ I (Erbach 21 oktober 1604) graaf Frederik I van Salm-Neufville (3 februari 1547 – 5 november 1608), wild- en rijngraaf van Dhaun; ∞ II (Heidenheim 23 december 1626) Emicho IV van Daun (23 december 1563 – 14 november 1628), graaf van Falkenstein
- Elisabeth (30 juli 1578 – Obersontheim 15 maart 1645); ∞ (Erbach 3 maart 1606) Hendrik II van Limpurg-Sontheim (22 januari 1573 – 13 mei 1637)
- Lodewijk I (1579 – 1643), graaf van Erbach in Erbach en Freienstein
- Agatha (Erbach 16 mei 1581 – 30 april 1621); ∞ (Karlsruhe 23 oktober 1614) markgraaf George Frederik van Baden-Durlach (Karlsruhe 30 januari 1573 - 24 september 1638)
- Anna (27 april 1582 – Idstein 30 juli 1650); ∞ (4 juli 1614) graaf Filips George van Leiningen-Dagsburg-Falkenburg (26 juli 1582 – 6 februari 1627)
- Maria (* 11. Mai 1583; † 3. September 1584)
- Johan Casimir (10 augustus 1584 – Schweidnitz 14 januari 1627), graaf van Erbach in Breuberg en Wildenstein
- Barbara (1585 – voor 1591)

Voor de derde keer huwde hij op 11 november 1587 met Dorothea van Reuss-Obergreiz (28 oktober 1566 – 26 oktober 1591), dochter van Hendrik XVI van Reuss-Obergreiz. Uit dit huwelijk sproten drie jong overleden kinderen:
- Dorothea Sabina (19 oktober 1588 – 20 januari 1589)
- George Hendrik (20 januari 1590 – 10 februari 1591)
- Maria Salome (* en † 15 mei 1591)

Op 2 augustus 1592 huwde hij te Korbach Maria van Barby (8 april 1563 – 19 december 1619), dochter van graaf Albert X van Barby-Mühlingen. Uit dit huwelijk werden de volgende kinderen geboren:
- Dorothea (13 juli 1593 – Pfedelbach 8 oktober 1643); ∞ Waldenburg (28 november 1610) graaf Lodewijk Everhard van Hohenlohe-Waldenbug-Pfedelbach (19 januari 1590 – 1 november 1650)
- Frederik Christiaan (25 juli – 15 september 1594)
- Christiane (5 juni 1596 – Culemborg 6 juli 1646); ∞ (Siegen 16 januari 1619) graaf Willem van Nassau-Siegen (Dillenburg 13 augustus 1592 – Orsoy 17 juli 1642)
- George Albert I (16 december 1597 – 25 november 1647), graaf van Erbach in Schönberg en Seeheim; ∞ I (Erbach 29 mei 1624) Magdalena van Nassau-Dillenburg (13 november 1595 – 31 juli 1633), dochter van graaf Johan VI van Nassau-Dillenburg; II (23 februari 1634) Anna Dorothea van Limpurg-Gaildorf (1612 – 23 juni 1634); III Frankfurt 26 juli 1635) Elisabeth Dorothea van Hohenlohe-Schillingsfürst (27 augustus 1617 – 12 november 1655), dochter van graaf George Frederik II van Hohenlohe-Waldenburg
- Elisabeth Juliana (22 januari 1600 – Saalfeld 29 mei 1640); ∞ I (Arolsen 2 maart 1620) graaf George Lodewijk van Löwenstein-Scharfeneck (29 januari 1587 – 3 januari 1633), zoon van Lodewijk III van Löwenstein (1530-1611); II (25 juli 1636) Johan Banér (3 juli 1596 – 20 mei 1641), zoon van Gustav Axelsson Banér.
- Louise Juliana (18 juni 1603 – 28 september 1670); ∞ (19 januari 1624) graaf Ernst van Sayn-Wittgenstein-Sayn (26 augustus 1594 – 22 mei 1632)

## Erbach
Na zijn dood werd Erbach verdeeld onder zijn vier zonen:
- Frederik Magnus (1575–1618) erft Fürstenau en Reichenberg
- Johan Casimir (1584–1627) erft Breuberg en Wildenstein
- Lodewijk I (1579–1643) erft Erbach en Freienstein
- George Albert I (1597–1647) erft Schönberg en Seeheim

Na de dood van Frederik Magnus in 1618 werden de landen opnieuw verdeeld onder de broers. Na de dood van Lodewijk I in 1643 werden de Erbachse erflanden weer verenigd onder George Albert I.